# Kristian Johansson
Kristian Johansson (* 25. Dezember 1907 in Asker, Norwegen; † 9. März 1984 in Oslo) war ein norwegischer Skispringer.

## Werdegang
Bei den Weltmeisterschaften 1929 gewann er die Silbermedaille im Skispringen. Im Jahr 1934 wurde er dann bei den Weltmeisterschaften in Sollefteå Sieger im Skispringen von der Großschanze. Ein Jahr später bei der Nordischen Skiweltmeisterschaft 1935 in Vysoké Tatry wurde er noch einmal Sechster.